# Apamea jankowskii
Apamea jankowskii là một loài bướm đêm trong họ Noctuidae.